# NGC 4766
NGC 4766 este o galaxie lenticulară situată în constelația Fecioara. A fost descoperită în 1882 de către Ernst Wilhelm Tempel. Se află la o distanță de 58,06 de megaparseci de Pământ.